# Mendiants et Orgueilleux (roman)
Pour les articles homonymes, voir Mendiants et Orgueilleux.
Mendiants et Orgueilleux est un roman de l'écrivain égyptien francophone Albert Cossery paru en 1955 aux éditions Julliard. Il est le plus connu de son auteur dans le monde francophone et à l'international.

## Historique du roman
S'inscrivant dans la lignée directe de Crime et Châtiment (1866) de Fiodor Dostoïevski[réf. nécessaire] qu'Albert Cossery admire depuis l'enfance – et dont il reprend les éléments principaux et la trame dramatique[réf. nécessaire] –, Mendiants et Orgueilleux a été en partie inspiré par la vie réelle de l'écrivain égyptien Foulad Yegen, qui suivra une pente dangereuse, et fatale, vers l'alcool et les drogues. Il constitue également par certains aspects une forme d'autobiographie romancée d'Albert Cossery quant au renoncement d'un lettré aisé à faire de l'argent en décrivant la misère qui l'entoure sans la vivre lui-même. Il est généralement considéré comme l'un des romans majeurs de l'écrivain – voire son « son chef-d'œuvre, » –, a reçu un large accueil auprès du public et fut retenu dans la liste finale pour le prix Goncourt l'année de sa parution. Il marque aussi les débuts de l'utilisation de la forme du conte philosophique qui imprégnera toute la suite de l'œuvre littéraire d'Albert Cossery.

## Adaptations
Le roman est adapté à deux reprises au cinéma : en 1972 par le réalisateur français Jacques Poitrenaud dans un film homonyme puis par la réalisatrice égyptienne Asmaa El-Bakri en 1991 avec le titre en anglais Beggars and Noblemen,.
En bande dessinée, le dessinateur Golo a adapté Mendiants et Orgueilleux dans un album, très remarqué, paru aux éditions Casterman en 1991.

## Éditions et traductions
- Éditions Julliard, 1955 (OCLC 407129836).
- Le Livre de poche, no 2470, 1968 (OCLC 299746744).
- Éditions Gallimard, coll. « Folio », no 1119, 1979, (OCLC 708526113).
- Éditions Le Terrain vague, 1990  (ISBN 978-2-85-208133-8).
- Bande dessinée de Golo, éditions Casterman, coll. « Studio – À suivre », 1991,  (ISBN 978-2-20-333842-5) ; rééd. Futuropolis, 2009,  (ISBN 978-2-7548-0255-0).
- Éditions Joëlle Losfeld, coll. « Arcanes », 1993,  (ISBN 978-2-90-990600-3) ; 1999, rééd. 2013  (ISBN 978-2-84412-031-1).
- Œuvres complètes II, éditions Joëlle Losfeld, 2005,  (ISBN 978-2-07-078991-7).
- (en) Proud Beggars, trad. Thomas W. Cushing, Black Sparrow Press, 1981  (ISBN 978-0-87-685451-8) ; rééd. New York Review Books Classics, 2011  (ISBN 978-1-59-017442-5).
- (pt) Mendigos e Altivos, éd. Antígona, 1992.
- (de) Gohar der Bettler, Carl Hanser Verlag, 1996.